# لوكهيد إي سي - 130

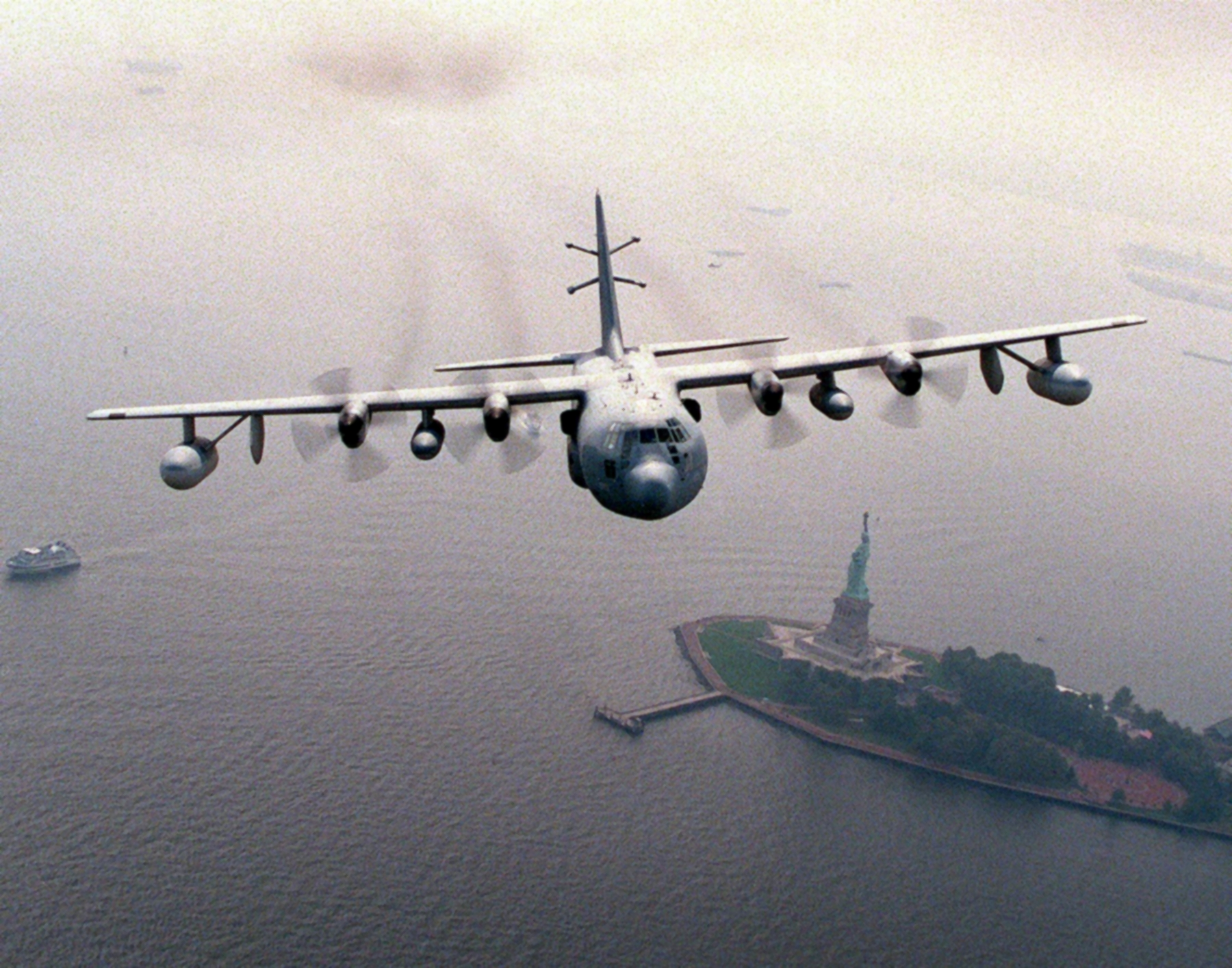

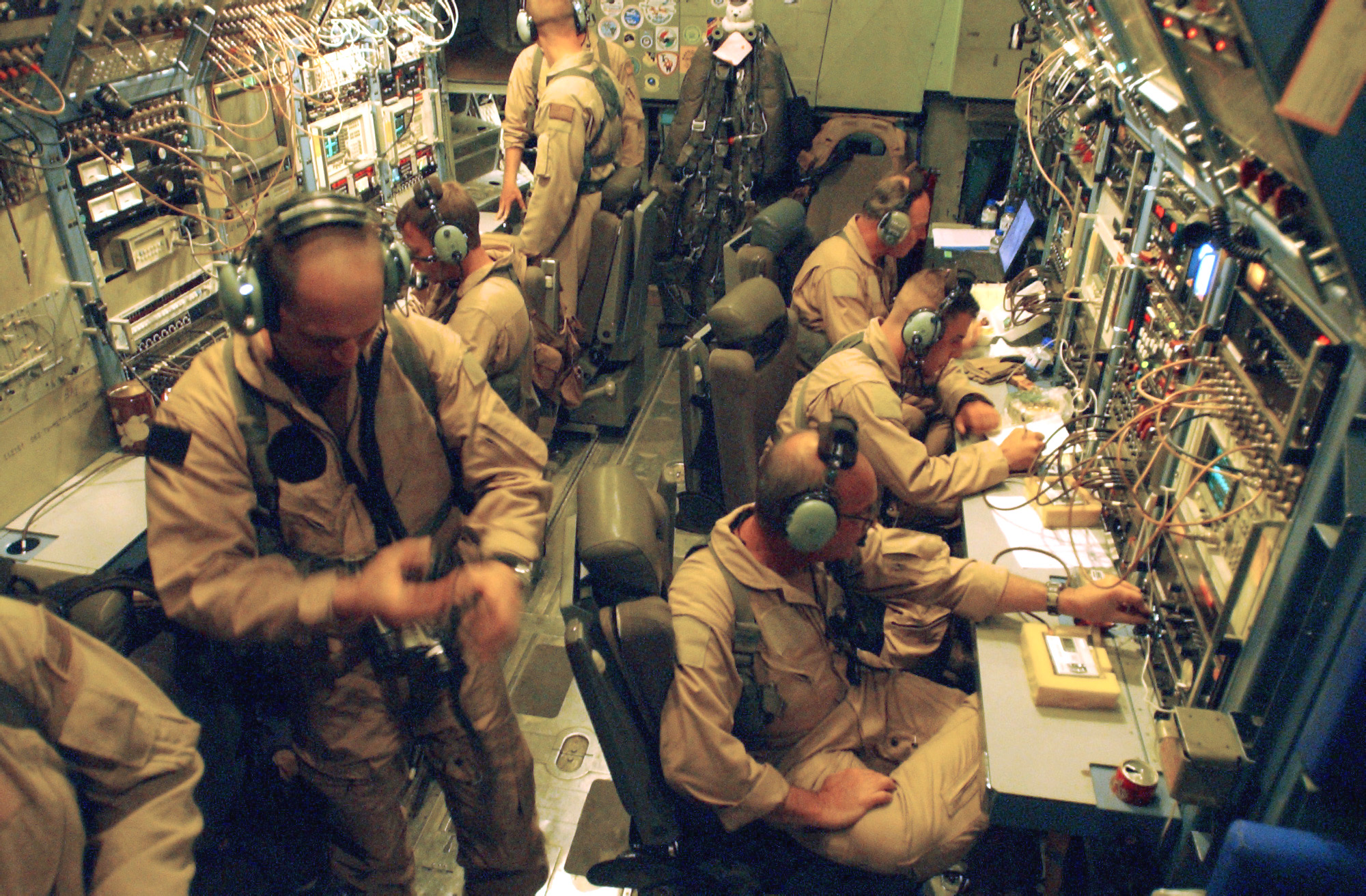

كوماندو سولو هي طائرة من طرازسي 130 هيركوليز ملكية جيش الولايات المتحدة الأمريكية. وهي طائرة محورة ومزودة بأحدث تقنيات حرب إلكترونية مما يمكنها من اختراق برامج الراديو والتلفزيون للعدو وبث برامج عليها. تم استعمال هذه الطائرة في الحرب ضد العراق عند الغزو الأمريكي حيث تمكنت من البث على إذاعة راديو مستعملة في ذلك إحدى المحطات التي يملكها أحد أبناء صدام حسين.